# Асоп
Асоп (грец. Ασωπός) — назва кількох річок у давній Греції.
Давньогрецька міфологія узагальнила всі ці річки, створивши міф про бога Асопа. Найвідоміший переказ про Асопа Беотійського, дочку якого викрав Зевс. Батько за допомогою коринфського владаря Сісіфа намагався повернути доньку. Розгніваний Зевс уразив Асопа громом, тому в цих річках знаходили погаслі вуглинки.